# Pseudanomalon rectum
Pseudanomalon rectum là một loài tò vò trong họ Ichneumonidae.